# 소닉 드리프트 2
《소닉 드리프트 2》(Sonic Drift 2), 유럽 출시명 소닉 드리프트 레이싱(Sonic Drift Racing)은 1995년 3월 17일 일본에 출시된 게임기어 게임으로, 팽 더 스나이퍼와 메탈 소닉, 너클즈 디 에키드나가 사용가능하였다. 이 게임은 3월에 유럽 시장에는 '소닉 드리프트 레이싱'으로 개명되어 발매되었고, 11월에는 북미 시장에 출시되었다.

## 등장인물

### 플레이어블 캐릭터
- 소닉 더 헤지호그
- 너클즈 디 에키드나
- 닥터 에그맨
- 마일즈 “테일즈” 프라우어
- 팽 더 스나이퍼
- 메탈 소닉
- 에이미 로즈

## 게임 시스템
- 게임 시스템은 전작 소닉 드리프트와 유사한 점이 많다.
- 3개의 (보라, 하양, 파랑) 각 카오스 GP는 6개의 액트로 이루어져 있으며 3명의 라이벌들이 트랙에 나타나며, 이 셋을 모두 통과할 시 파이널 컵이 나타난다.
- 모니터에 부딪힐 때에는 그 효과가 즉시 나타나지 않으며, 일시적 세이브를 담당한다.
- 2개의 링을 수집할 시 스페셜 어빌리티를 사용할 수 있으며, 골을 통과했을 때, 플레이트에 표시되는 그림에 따라 각종 보너스를 얻을 수 있다.
- 1등 : 3점을 부여하며 Win이라는 플레이트가 나온다.
- 2등 : 2점을 부여
- 3등 : 1점을 부여
- 4등 : 점수 없음

## 모니터
- 빨간 모니터: 스피드 업
- 노랑 모니터: 스프링
- 회색 모니터: 지뢰
- 파랑 모니터: 무적 효과
- R볼 : 컨트롤이 역행

## 스테이지 목록

### 보라 에메랄드 GP
- ZONE 1 : 에메랄드 힐 (Emerald Hill 1)
- ZONE 2 : 힐 톱 (Hill Top 1)
- ZONE 3 : 다크 밸리 (Dark Valley 1)
- ZONE 4 : 카지노 나이트 (Casino Night 1)
- ZONE 5 : 데저트 로드 (Desert Road 1)
- ZONE 6 : 아이런 루인 (Iron Ruin)

### 하양 에메랄드 GP
- ZONE 1 : 데저트 로드 (Desert Road 2)
- ZONE 2 : 레이니 사바나 (Rainy Savanna)
- ZONE 3 : 아이스 캡 (Ice Cap)
- ZONE 4 : 힐 톱 (Hill Top 2)
- ZONE 5 : 미스틱 케이브 (Mystic Cave)
- ZONE 6 : 에메랄드 힐 (Emerald Hill 2)

### 파랑 에메랄드 GP
- ZONE 1 : 다크 밸리 (Dark Valley 2)
- ZONE 2 : 크웨이크 케이브 (Quake Cave)
- ZONE 3 : 벌룬 패닉 (Balloon Panic)
- ZONE 4 : 에메랄드 오션 (Emerald Ocean)
- ZONE 5 : 밀키 웨이 (Milky Way)
- ZONE 6 : 데스 에그 (Death Egg)